# Западное Полесье (биосферный заповедник)
Западное Полесье (2012) — международный трансграничный биосферный резерват, создаваемый на стыке границ Беларуси, Польши и Украины. На равнинных территориях — это единственная в мире трёхсторонняя (создаваемая при участии трёх стран) охраняемая территория. Входит во всемирную сеть биосферных заповедников ЮНЕСКО.

## Площадь
Общая площадь — 263 016 га.

## История
Для охраны редких природных комплексов в районе Шацких озёр в 1983 году создан Шацкий национальный природный парк площадью 32 500 гектар. В 2002 году на базе Шацкого национального природного парка площадью 48 977 гектар под эгидой ЮНЕСКО был создан Шацкий биосферный заповедник площадью 75 075 гектар. С польской стороны на территории Люблинского Полесья расположен открытый в 1990 году Полесский национальный парк площадью 9 760 гектар, который вместе с прилегающей территорией вплоть до восточной польской границы составляет Западнополесский биосферный заповедник площадью 139 917 гектар. В 2004 году на базе республиканского ландшафтного заказника был создан биосферный заповедник «Прибужское Полесье», площадь которого составляет 48 024 гектар. В 2012 году все три биосферных заповедника объединились, образовав международный трансграничный биосферный заповедник «Западное Полесье» общей площадью 263 016 га. На равнинных территориях это единственная в мире трёхсторонняя (создаваемая при участии 3 стран) охраняемая территория.

## Территориальный состав
| Название                                                                           | Страна   | Общая площадь, га | Изображение | Координаты                      |
| ---------------------------------------------------------------------------------- | -------- | ----------------- | ----------- | ------------------------------- |
| Прибужское Полесье                                                                 | Беларусь | 48 024            |             | 51°44′ с. ш. 23°39′ в. д.       |
| Западнополесский биосферный заповедник (в него входит Полесский национальный парк) | Польша   | 139 917           |             | 51°27′19″ с. ш. 23°10′24″ в. д. |
| Шацкий биосферный заповедник (в него входит Шацкий национальный природный парк)    | Украина  | 75 075            |             | 51°32′ с. ш. 23°55′ в. д.       |